# 敖璠
敖璠（1500年—？），字貴之，號蒙泉，江西臨江府新喻縣人，民籍，明朝政治人物。

## 生平
嘉靖七年（1528年）戊子科江西鄉試第六十九名舉人。嘉靖十四年（1535年）中式乙未科會試第六十五名，登第二甲第四十六名進士。歴官刑部主事、刑部郎中，二十三年升山东按察司副使，升山东右参政。丁母忧归。

## 家族
曾祖敖任賢；祖父敖啟，曾任壽官；父敖義，母盧氏。慈侍下。弟敖珂、敖昺、敖珮、敖璜。